# Mikroregion Ipatinga

Mikroregion Ipatinga

Mikroregion Ipatinga – mikroregion w brazylijskim stanie Minas Gerais należący do mezoregionu Vale do Rio Doce.

## Gminy
- Açucena
- Antônio Dias
- Belo Oriente
- Coronel Fabriciano
- Ipatinga
- Jaguaraçu
- Joanésia
- Marliéria
- Mesquita
- Naque
- Periquito
- Santana do Paraíso
- Timóteo